# Jaz, žrtev
Jaz, žrtev. je drama Simone Semenič.

## Vsebina
Besedilo je monološka pripoved avtorice o njenih tegobah, boleznih, hendikepih, neprijetnostih, ki  se jih spominja iz odraščanja. O dogodkih pripoveduje z distanco, čeprav je jedro teh dogodkov bolečina, jih opisuje brez travmatičnosti doživljanja, skoraj kot prijetne spomine. In čeprav avtorica na več mestih zapiše, da se ne spomni bolečine, se spominja, da je tulila od bolečine, spominja se joka, številnih zdravnikov, bolnišnic, operacij ter vedno ponavljajočega se stavka: »Moraš potrpeti«. Spominja se občutka osamljenosti, spregovori o odzivu ljudi ob pogledu na bolnega človeka. Odzivajo se s sočutjem, pomilovanjem, nelagodjem, gnusom, buljijo, so v zadregi. Avtorica se na vlogo žrtve navadi in vidi v njej tudi vrsto prednosti. Ko rodi otroka, postane ta središče dogajanja, njo lahko v vlogo žrtve postavi le še kakšna nova diagnoza, zato kadi cigareto za cigareto. Na koncu apelira tudi na gledalce oz. družbo: »Pustite mi kaditi«.

## Slog pisanja
Besedilo je podnaslovljeno z oznako besedni solo. Kot zapiše Blaž Lukan, »Skozi pozicijo barske pripovedovalke«  pripoveduje o svojih težavah v primorskem narečju, med tem ves čas kadi in pije kavo. »Simonin nastop ni terapevtsko izpovedovanje in tudi ne moralizirajoče dopovedovanje, je prej pripoved, samopripoved, kot svoj postopek označi sama, samoizjavljanje, avtoreferencialna verbalizacija travme« . Mateja Pezdirc Bartol pa je zapisala: »Z izpovedno neposrednostjo razkriva najbolj intimne stvari in tako odstira tabuizirane oz. stigmatizirane teme, kot so javno pripovedovanje o boleznih in hendikepih, ki sodijo na polje marginalnega v času vsesplošne popolnosti, sreče in mladosti. Bolezenska stanja sodijo v družbi v polje zasebnega in ne javnega, avtoričino osebno izpovedovanje zato deluje skoraj nespodobno in vzbuja na trenutke nelagodje. S tem pa, ko na lahkoten, humoren način pripoveduje o sebi kot o žrtvi, prednostih biti žrtev, sebe kot žrtev skozi igro tudi ukinja«
»Naslov besednega sola Jaz, žrtev lahko interpretiramo kot družbenokritično ironijo, saj Slovenci sebe vidimo kot žrtev, medtem ko avtorica nastopi cinično do samopomilovanja, saj ne išče sočutja in pomoči« 
Odlomek iz besedila:
…ko imam danes herpes/
me nihče še vpraša ne, če me boli/
tam na riti je/
srbi/
malo boli/
predvsem pa gre na živce/
če je prehudo/
grem za par dni v bolnico/
ampak zdaj raje ne grem več/ 
da mi ne bodo bolne stare gospe spet rekle, da ne znam nič potrpet/
rajši potrpim/
ga nosim s sabo na riti/
in se smehljam na sestankih/
odločila sem se/
da bo odslej/
moj herpes/
samo moj…

## Krstna uprizoritev
Drama je bila prvič uprizorjena v produkciji festivala Mesto žensk, l. 2007, Simona Semenič se je poleg avtorstva predstavila kot režiserka, dramaturginja in izvajalka.

## Opomba
1. ↑  Blaž Lukan. Dialektika bolečine: Jaz žrtev Simone Semenič. Maska 23/111-112 (2008). 80.
2. ↑  Blaž Lukan: Dialektika bolečine: Jaz žrtev Simone Semenič. Maska 23/111-112 (2008). 83.
3. 1 2  Mateja Pezdirc Bartol. Raznovrstnost poetik slovenskih dramatičark v zadnjem desetletju. Četrto slovensko-hrvaško slavistično srečanje (ur. Miran Hladnik). Ljubljana: FF, 2009. 198.